# Himantoides undata
Himantoides undata (Walker, 1856) è un lepidottero appartenente alla famiglia Sphingidae, endemico della Giamaica. È l'unico rappresentante del genere Himantoides Butler, 1876.

## Descrizione

### Adulto
La colorazione di fondo della pagina superiore dell'ala anteriore è marroncina, con la fascia submarginale grigiastra, e fasce irregolari più scure, sia nella parte basale, sia in quella discoidale. Il termen non appare inciso, mentre il tornus è ottuso, e si nota una fascia trasversale più chiara, bordata di nero, nella zona discoidale; si osserva inoltre una piccola macchia discale bianca, allungata in senso antero-posteriore.

La pagina inferiore si mostra marroncina nella metà distale, con apice lievemente più scuro, mentre la metà prossimale risulta gialla ma interrotta da una fascia marrone trasversale.

Il recto dell'ala posteriore ha una colorazione brunastra, più scura nella fascia submarginale, con una larga ed irregolare fascia gialla trasversale che tende ad allargarsi nella parte anteriore; il termen non è dentellato, ma l'angolo anale è nettamente distinguibile.

La pagina inferiore dell'ala posteriore si mostra gialla nei due terzi basali, con una campitura rossiccia verso la costa; la fascia marginale si presenta invece di un marrone raffrontabile con quello omologo sull'ala anteriore.

Il capo è provvisto di cresta mediana, pur se non troppo accentuata, ed occhi sviluppati ma seminascosti dalle scaglie, che si dispongono come a formare una sorta di "sopracciglio". I palpi sono arrotondati dorso-lateralmente, e allungati fin sopra l'altezza degli occhi, ma comunque addossati alla capsula cranica.

Le antenne sono lunghe, sottili e lievemente uncinate a livello distale, con una lunghezza pari a circa i tre quarti della costa; nei maschi gli antennomeri che precedono l'uncino terminale appaiono più inspessiti.

Il torace è brunastro in ambo i sessi nella zona dorsale, mentre si mostra grigio chiaro ventralmente.

L'addome è marrone scuro dorsalmente, ma tende al grigio verso gli ultimi segmenti. Nel maschio manca il ventaglio caudale, sostituito da un tozzo ciuffo conico e da altri due ciuffi laterali grigiastri.

Nel genitale maschile, uncus e gnathos sono semplici, non divisi, stretti e lunghi e disposti in modo da formare un angolo retto con il tegumen. L'uncus risulta ottuso all'apice e leggermente uncinato se visto lateralmente. Lo gnathos ricorda quello di Aleuron chloroptera: più lungo dell'uncus, stretto e provvisto di una punta sottile che si ripiega verso il basso. Le valve sono allungate, arrotondate e strette, con i lati quasi paralleli. L'edeago mostra un processo a forma di spatola, fittamente dentellato.

In generale, i due sessi appaiono alquanto simili, sia nella livrea del recto, sia in quella del verso.

L'apertura alare è inferiore ai 40 mm.

### Larva
Dati non disponibili.

### Pupa
La pupa è adectica ed obtecta, provvista di un cremaster poco sviluppato, e si rinviene entro bozzoli sericei posti negli strati superficiali della lettiera del sottobosco.

## Distribuzione e habitat

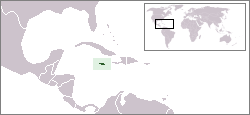
Localizzazione geografica della Giamaica, locus typicus della specie

Questa specie è endemica dell'isola della Giamaica.
L'habitat è rappresentato da foreste tropicali e sub-tropicali, dal livello del mare fino a modeste altitudini.

## Biologia
Durante l'accoppiamento, le femmine richiamano i maschi grazie ad un feromone rilasciato da una ghiandola posta all'estremità addominale.

### Periodo di volo
Dati non disponibili.

### Alimentazione
Dati non disponibili.

## Tassonomia

### Sottospecie
Non sono state descritte sottospecie.

### Sinonimi
Sono stati riportati due sinonimi:
- Himantoides perkinsae Clark, 1933 - Proc. New Engl. zool. Club 13: 102 - Locus typicus: sconosciuto (sinonimo eterotipico, talvolta considerata una specie distinta)[4]
- Perigonia undata Walker, 1856 - List Spec. Lepid. Insects Colln Br. Mus. 8: 103 - Locus typicus: Giamaica (sinonimo omotipico)[1]